# روبرت جودوين
روبرت جودوين (بالإنجليزية: Robert Godwin)‏ هو رائد بريطاني، ولد في 1958.

## وصلات خارجية
- روبرت جودوين على موقع IMDb (الإنجليزية)